# فرودگاه فروت اری
فرودگاه فروت اری (به انگلیسی: Fort Erie Airport) یک فرودگاه خصوصی است که یک باند فرود آسفالت دارد و طول باند آن ۷۱۶ متر است. این فرودگاه در کشور کانادا قرار دارد و در ارتفاع ۱۹۱ متری از سطح دریا واقع شده است.